# Dendrochilum amesianum
Dendrochilum amesianum är en orkidéart som beskrevs av Henrik Aerenlund Pedersen. Dendrochilum amesianum ingår i släktet Dendrochilum och familjen orkidéer. Inga underarter finns listade i Catalogue of Life.